# Ana Lang
Ana Lang (* 25. Juni 1946 in Zürich) ist eine Schweizer Sprachlehrerin und Schriftstellerin.

## Werdegang
Ana Lang besuchte die Schule für Gestaltung in Luzern und absolvierte eine Ausbildung zur Kindergärtnerin. Für Sprachaufenthalte weilte sie in Frankreich und Italien. Sie lebt in Uezwil im Kanton Aargau.
Seit 1988 tritt sie als Autorin in Erscheinung. Ihr Werk umfasst Romane, Erzählungen und Lyrik. Ein Gedicht in Aarauer Mundart verfasste sie für den von Andreas Neeser herausgegebenen Sammelband Übers Wasser tanzt en Schy.

## Werke
- Reise ans Ende der Nacht. In: Das helle und das dunkle Zimmer. Zürich/Frauenfeld 1988, S. 54–59.
- Der rote Gärtner. Spielbilder. Zytglogge Verlag, Gümligen 1989, ISBN 3-7296-0293-4.
- Rauhnacht. Erzählung. Haymon Verlag, Innsbruck 1996, ISBN 3-85218-208-5.
- Nebel, Leben. Erzählung. Bern 1997, ISBN 3-905517-98-1.
- Die schöne Zürcherin. Erzählung. Eggingen 2008.
- Ein Käfig der Träume. Erzählung. Eggingen 2010, ISBN 978-3-86142-496-3.
- Hellen Zeichen Dunkle, Gedichte und Fotografien. Mit Alois Lang. Kreuzlingen 2012, ISBN 978-3-86142-526-7.
- Geschichten im Gesicht. Drei Frauenleben. Erzählungen. Eggingen 2013, ISBN 978-3-86142-576-2.
- Fische im Mond, Roman, Edition Bücherlese, Hitzkirch 2015, ISBN 978-3-9524082-4-7
- Windgezwirnt, Books-on-Demand-Verlag, Norderstedt 2019, ISBN 978-3-7322-8690-4
- Die Stimme der Zeit, Books-on-Demand-Verlag, Norderstedt 2020, ISBN 978-3-7481-9852-9
- Anderswie, Books-on-Demand-Verlag, Norderstedt 2021, ISBN 978-3-7534-4320-1
- unter den heißen winden ziehen die dünen. Die Poesie der Weißen Wüste, Books-on-Demand-Verlag, Norderstedt 2022, ISBN 978-3-7557-4653-9